# Episodi di Gintama (prima stagione)

Copertina del primo DVD italiano con Gintoki

La prima stagione dell'anime basato sul manga Gintama, che mantiene il titolo del fumetto originale, è stata prodotta dallo studio Sunrise. I primi 99 episodi sono stati diretti da Shinji Takamatsu, mentre gli episodi dal 100 al 105 da Takamatsu e Yoichi Fujita. Gli episodi seguenti invece sono stati diretti soltanto da Fujita. L'anime è stato trasmesso per la prima volta in Giappone su TV Tokyo dal 4 aprile 2006 al 25 marzo 2010, per un totale di 201 episodi. La stagione è stata suddivisa a sua volta in quattro stagioni corrispondenti agli anni di trasmissione e utilizzate da Aniplex per la pubblicazione per il mercato home video nipponico.

## Primo anno (2006-2007)
I 49 episodi del primo anno di trasmissione di Gintama sono stati diretti da Shinji Takamatsu e trasmessi in Giappone su TV Tokyo dal 4 aprile 2006 al 29 marzo 2007. I primi 24 episodi venivano trasmessi il martedì alle 19, mentre dall'episodio 25 l'anime è stato spostato al giovedì alle 18.
La prima stagione è l'unica doppiata in italiano: è stata divisa dalla Dynit in due stagioni, dette Season 1 e Season 2, la prima delle quali corrisponde ai primi 24 episodi. Entrambe sono state pubblicate in DVD fra il 13 febbraio 2008 e il 22 aprile 2009; la prima è stata trasmessa da MTV Italia nel contenitore Anime Night, dal 4 dicembre 2007 al 13 maggio 2008 il martedì alle 21. A settembre 2012 la prima stagione è stata pubblicata per la visione in streaming sul sito internet Popcorn TV, e a novembre 2012 anche la seconda; entrambe non sono più disponibili. Dal 23 settembre 2013 la serie è stata trasmessa su Ka-Boom tutti i giorni alle 14:00 e dal 17 ottobre al 10 novembre 2013 è stata trasmessa per la prima volta via etere la seconda stagione. Solo della prima stagione esistono sia un doppiaggio censurato che uno integrale, che differiscono solo per alcuni dialoghi contenenti turpiloquio: quello censurato è stato trasmesso da MTV e Ka-Boom, mentre quello integrale è presente nei DVD e su Popcorn TV. Per la trasmissione su Ka-Boom della seconda stagione sono stati invece aggiunti dei "bip" per coprire il turpiloquio.
I primi due episodi sono stati trasmessi uniti in uno speciale di un'ora sia in Giappone sia nella trasmissione italiana su MTV. Quest'ultima li ha divisi con una pausa pubblicitaria senza eyecatch, mentre su Popcorn TV e nelle repliche su Ka-Boom sono separati, ma senza sigla alla fine della prima parte né all'inizio della seconda. Altri episodi, come il 14, sono divisi in due sottoepisodi di 10 minuti circa ciascuno.

### Gintama- Season 1
| Nº     | Titolo italiano Giapponese 「Kanji」 - Rōmaji | In onda           | In onda          |
| Nº     | Titolo italiano Giapponese 「Kanji」 - Rōmaji | Giapponese        | Italiano         |
| 1      | Perdenti!! Avete almeno un'anima d'argento?! 「てめーらァァァ！！それでも銀魂ついてんのかァァァ」 - Temeraaaa!! Soredemo gintama tsuiten no kaaaa | 4 aprile 2006     | 4 dicembre 2007  |
| 1      | Gintoki, Shinpachi, Kagura ed il resto del cast vengono presentati, mentre alcuni cattivi pianificano la distruzione di Edo. |                   |                  |
| 2      | Perdenti!! Avete almeno un'anima d'argento?! 「てめーらァァァ！！それでも銀魂ついてんのかァァァ」 - Temeraaaa!! Soredemo gintama tsuiten no kaaaa | 4 aprile 2006     | 4 dicembre 2007  |
| 3      | Non esiste un uomo coi ricci naturali veramente cattivo! 「天然パーマに悪い奴はいない」 - Tennen pāma ni warui yatsu wa inai | 11 aprile 2006    | 11 dicembre 2007 |
| 3      | Dopo il primo incontro tra Gintoki e Shinpachi, hanno unito le forze per salvare la sorella di Shinpachi, Otae, da un malvagio estirpatore di soldi. |                   |                  |
| 4      | Jump talvolta esce di sabato per cui fate attenzione 「ジャンプは時々土曜にでるから気をつけろ」 - Janpu wa tokidoki doyō ni deru kara ki o tsukero | 25 aprile 2006    | 18 dicembre 2007 |
| 4      | Gintoki e Shinpachi hanno investito Kagura, una ragazza aliena del Clan Yato che cerca di fuggire dalla yakuza. Alla fine decide di restare con Gintoki e Shinpachi e far parte dell'Agenzia Tuttofare di Gin-chan.                                                                          |                   |                  |
| 5      | Anche quando sei vecchio, fatti degli amici che puoi chiamare con un soprannome 「ジジィになってもあだ名で呼び合える友達を作れ」 - Jijii ni nattemo adana de yobiaeru tomodachi o tsukure | 2 maggio 2006     | 25 dicembre 2007 |
| 5      | Dopo che un fattorino si infortuna fuori dal negozio, dà all'Agenzia Tuttofare un pacco da consegnare al suo posto. Tuttavia, lo stesso pacchetto è una bomba che aveva lo scopo di eliminare gli Amanto, un piano condotto dal leader della fazione Jōi, Katsura, vecchio amico di Gintoki. |                   |                  |
| 6      | Quando fai una promessa mantienila fino alla morte 「一度した約束は死んでも守れ」 - Ichido shita yakusoku wa shindemo mamore | 9 maggio 2006     | 1º gennaio 2008  |
| 6      | Gintoki e Kagura incontrano un criminale evaso che in seguito costringe Gintoki a portarlo al concerto dove sua figlia, una idol molto famosa, si sta esibendo. |                   |                  |
| 7      | Il proprietario di un animale ha la responsabilità di prendersene cura fino in fondo 「ペットは飼い主が責任をもって最後まで面倒を見ましょう」 - Petto wa kainushiga sekinin o motte saigo made mendō o mimashō                                                                               | 16 maggio 2006    | 8 gennaio 2008   |
| 7      | Il principe Hata, principe di un regno alieno, ha perso il suo animale da compagnia e chiede a Gintoki, Kagura e Shinpachi di trovarlo. |                   |                  |
| 8      | La differenza tra la perseveranza e l'insistenza è sottile come la carta 「粘り強さとしつこさは紙一重」 - Nebari zuyosa to shitsukosa wa kamihitoe | 23 maggio 2006    | 15 gennaio 2008  |
| 8      | Otae chiede all'Agenzia Tuttofare di fare qualcosa riguardo a Kondo, che la sta importunando da quando ha rifiutato la sua proposta di matrimonio. |                   |                  |
| 9      | Una rissa va fatta come si deve! 「喧嘩はグーでやるべし」 - Kenka wa gū de yarubeshi | 30 maggio 2006    | 22 gennaio 2008  |
| 9      | Dopo aver sentito parlare della sconfitta di Kondo da parte di un "samurai dai capelli d'argento", la Shinsengumi decide di riscattare il proprio onore trovando e sconfiggendo il samurai.                                                                                                  |                   |                  |
| 10     | Quando sei stanco mangia qualcosa di aspro 「疲れたときは酸っぱいものを」 - Tsukareta toki wa suppai mono o | 6 giugno 2006     | 29 gennaio 2008  |
| 10     | Qualcuno ha lasciato un cane gigante davanti all'Agenzia Tuttofare, chiedendo loro di prendersene cura. Kagura insiste per tenerlo, nonostante il disappunto di Gintoki e Shinpachi, e lo chiama Sadaharu.                                                                                   |                   |                  |
| 11     | Una polpetta di riso che hai masticato e sputato non è più una polpetta di riso idiota! 「べちゃべちゃした団子なんてなァ団子じゃねぇバカヤロー」 - Becha becha shita dango nantena dango jane bakayarō                                                                                       | 13 giugno 2006    | 5 febbraio 2008  |
| 11     | Sul suo letto di morte, un anziano signore chiede all'Agenzia Tuttofare di trovare la proprietaria di una forcina per capelli, una donna della quale si innamorò cinquant'anni prima. |                   |                  |
| 12     | Chi sembra buono alla prima impressione non lo è per nulla 「第一印象がいい奴にロクな奴はいない」 - Daiichi inshō ga ii yatsu ni roku na yatsu wa inai | 13 giugno 2006    | 12 febbraio 2008 |
| 12     | Otose assume nel suo negozio una nuova aiutante di nome Catherine, un'immigrata Amanto con le orecchie da gatta che ruba tutto ciò che vede. |                   |                  |
| 13     | Se devi fare del cosplay fallo decorando anche il cuore 「コスプレするなら心まで飾れ」 - Kosupure suru nara kokoro made kazare | 20 giugno 2006    | 19 febbraio 2008 |
| 13     | Mentre cerca la figlia scomparsa di una ricca famiglia, l'Agenzia viene coinvolta negli affari degli Harusame, un gruppo Amanto di pirati spaziali trafficanti di droga. |                   |                  |
| 14 (A) | I ragazzi hanno una strana regola, dicono che toccare una rana significhi diventare adulti 「男にはカエルに触れて一人前みたいな訳のわからないルールがある」 - Otoko ni wa kaeru ni furete ichininmae mitai na wake no wakaranai rūru ga aru                                                  | 4 luglio 2006     | 26 febbraio 2008 |
| 14 (A) | In seguito al precedente episodio, la Shinsengumi protegge uno dei pirati arrestati da un assassino. |                   |                  |
| 14 (B) | Può lavarti anche solo le ascelle, si, solo le ascelle 「脇だけ洗っときゃいいんだよ脇だけ」 - Waki dake arattokya iin dayo waki dake | 4 luglio 2006     | 26 febbraio 2008 |
| 14 (B) | Kagura trascorre la giornata con una principessa in fuga, che desidera essere una ragazza normale. |                   |                  |
| 15     | Un padrone ed il suo cucciolo si assomigliano 「飼い主とペットは似る」 - Kainushi to petto wa niru | 11 luglio 2006    | 4 marzo 2008     |
| 15     | Katsura riceve in dono da Sakamoto una misteriosa creatura spaziale, di nome Elizabeth, mentre l'Agenzia Tuttofare intende far partecipare Sadaharu ad un programma televisivo per procurarsi i soldi per pagare l'affitto.                                                                  |                   |                  |
| 16     | La vita non è forse più lunga quando diventi vecchio? Paura! 「考えたら人生ってオッさんになってからの方が長いじゃねーか！怒っ！！」 - Kangaetara jinseitte ossan ni natte kara no hō ga nagaijane-ka! Ika!!                                                                                  | 18 luglio 2006    | 11 marzo 2008    |
| 16     | Hasegawa, disoccupato, trova lavoro come tassista, e questo lo costringe a rinunciare alla sua personalità. |                   |                  |
| 17     | Un padre e un figlio si assomigliano solo nei lati negativi 「親子ってのは嫌いなとこばかり似るもんだ」 - Oyakotte no wa kirai na tokobakari niru mon da | 25 luglio 2006    | 25 marzo 2008    |
| 17     | L'Agenzia Tuttofare aiuta un riparatore di robot a prepararne altri per un festival speciale, ma le cicatrici del suo passato lo costringono a sottomettersi ad un vecchio compagno di guerra di Gintoki, Shinsuke Takasugi.                                                                 |                   |                  |
| 18     | Si, la nostra famiglia è la migliore 「ああやっぱり我が家が一番だわ」 - Aa yappari wagayaga ichiban da wa | 1º agosto 2006    | 1º aprile 2008   |
| 18     | L'Agenzia Tuttofare e la Shinsengumi si alleano per fermare un "Robin Hood" dal rubare delle mutandine da donna. |                   |                  |
| 19     | Perché il mare è salato? Probabilmente perché voi gente di città mentre nuotate fate i vostri bisogni!! 「海がなぜしょっぱいだと？オメーら都会人が泳ぎながら用足してくからだろーがァァ」 - Umi ga naze shoppai dato? Omēra tokaijin ga yōta shiteku kara darō-gaaa                           | 8 agosto 2006     | 8 aprile 2008    |
| 19     | In un tentativo di guadagnare soldi facili, Gintoki e Hasegawa, insieme a Shinpachi, Kagura ed Otae, si recano al mare per sbarazzarsi di un mostro che sta terrorizzando i bagnanti. |                   |                  |
| 20     | Attenzione al nastro trasportatore 「ベルトコンベアには気をつけろ」 - Beruto konbea ni wa ki o tsukero | 15 agosto 2006    | 15 aprile 2008   |
| 20     | La Shinsengumi scopre che il quartier generale è infestato da un fantasma. Viene coinvolta anche l'Agenzia Tuttofare, e insieme cercano di trovare una spiegazione. |                   |                  |
| 21 (A) | Se sei un uomo almeno un pesce spada! 「男ならとりあえずカジキ」 - Otoko nara toriaezu kajiki | 22 agosto 2006    | 22 aprile 2008   |
| 21 (A) | L'Agenzia aiuta un Amanto simile ad un Kappa a difendere il suo lago dagli speculatori che vogliono disfarsene. |                   |                  |
| 21 (B) | Se ti addormenti senza spegnere il ventilatore, attento al mal di pancia! 「扇風機つけっぱなしで寝るとおなか壊しちゃうから気をつけて」 - Senpūki tsukeppanashide neruto onaka kowashichau kara ki o tsukete                                                                                  | 22 agosto 2006    | 22 aprile 2008   |
| 21 (B) | Il ventilatore dell'Agenzia si rompe nel mezzo di un'ondata di caldo e Gintoki viene coinvolto in un bizzarro complotto mentre cerca di comprarne un altro. |                   |                  |
| 22     | Il matrimonio implica che i fraintendimenti andranno avanti tutta la vita 「結婚とは勘違いを一生涯し続けることだ」 - Kekkon to wa kanchigai o isshōgaishi tsuzukeru koto da | 5 settembre 2006  | 29 aprile 2008   |
| 22     | Improvvisamente, una misteriosa ninja miope che si fa chiamare Sacchan si presenta a fianco di Gintoki, tuttavia questo si rivela essere uno stratagemma per servirsene per la sua ultima missione.                                                                                          |                   |                  |
| 23     | Quando sei in difficoltà ridi, ridi! 「困ったときは笑っとけ笑っとけ」 - Komatta toki wa warattoke warattoke | 12 settembre 2006 | 6 maggio 2008    |
| 23     | Kagura vince un viaggio per tre persone nello spazio. Ma insieme all'Agenzia, sull'astronave si trovano anche un gruppo di dirottatori ed un vecchio amico di Gintoki, Sakamoto. |                   |                  |
| 24     | Una faccia carina nasconde sempre qualcosa 「カワイイ顔には必ず何かが隠れてる」 - Kawaii kao ni wa kanarazu nanikaga kakureteru | 19 settembre 2006 | 13 maggio 2008   |
| 24     | Gintoki viene costretto a lavorare nell'okama bar in cui al momento lavora anche Katsura e insieme cercano di aiutare il figlio di Tokumori Saigo, il proprietario transessuale, ad accettare le due metà del padre.                                                                         |                   |                  |

### Gintama- Season 2
| Nº     | Titolo italiano Giapponese 「Kanji」 - Rōmaji | In onda          | In onda                                        |
| Nº     | Titolo italiano Giapponese 「Kanji」 - Rōmaji | Giapponese       | Italiano                                       |
| 25     | Una pentola è una copia in miniatura della vita umana 「鍋は人生の縮図である」 - Nabe wa jinsei no shukuzu de aru | 5 ottobre 2006   | novembre 2012 (internet) 17 ottobre 2013 (TV)  |
| 26     | Non essere timido, alza la mano e parla 「恥ずかしがらずに手を挙げて言え」 - Hazukashi garazu ni te o agete ie | 12 ottobre 2006  | novembre 2012 (internet) 18 ottobre 2013 (TV)  |
| 27     | Ci sono cose che non si possono tagliare con una spada 「刀じゃ斬れないものがある」 - Katana ja kirenai mono ga aru | 19 ottobre 2006  | novembre 2012 (internet) 19 ottobre 2013 (TV)  |
| 28     | Sebbene le cose belle non accadono in successione, le cose brutte accadono in successione 「いい事は連続して起こらないけせに悪いことは連続して起こるもんだ」 - Ii koto wa renzoku shite okoranai kuse ni warui koto wa renzoku shite okoru mon da | 26 ottobre 2006  | novembre 2012 (internet) 20 ottobre 2013 (TV)  |
| 29 (A) | Non perdete la calma! C'è una cosa chiamata cooling-off 「慌てるな！クーリングオフというものがある」 - Awateruna! Kūringu ofu to iu mono ga aru                                                                                                   | 2 novembre 2006  | novembre 2012 (internet) 21 ottobre 2013 (TV)  |
| 29 (B) | Dovete sempre dare un'occhiata alla TV o ai giornali 「テレビとか新聞とかちゃんと見ないとダメだって」 - Terebi toka shinbun toka chanto minaito damedatte                                                                                         | 2 novembre 2006  | novembre 2012 (internet) 21 ottobre 2013 (TV)  |
| 30     | Anche le idol fanno più o meno le cose che fai tu 「アイドルだってほぼお前らと同じ事やってんだよ」 - Aidoru datte hobo omaera to onaji koto yattendayo                                                                                            | 9 novembre 2006  | novembre 2012 (internet) 22 ottobre 2013 (TV)  |
| 31     | Le cose poco importanti sono quelle che non puoi dimenticare 「どうでもいい事に限ってなかなか忘れない」 - Dōdemoii koto ni kagitte nakanaka wasurenai                                                                                             | 16 novembre 2006 | novembre 2012 (internet) 23 ottobre 2013 (TV)  |
| 32     | La vita scorre come un nastro trasportatore 「人生はベルトコンベアのように流れる」 - Jinsei wa beruto konbea no yōni nagareru | 23 novembre 2006 | novembre 2012 (internet) 24 ottobre 2013 (TV)  |
| 33     | È scortese sbagliare il nome di qualcuno 「人の名前とか間違えるの失礼だ」 - Hito no namae to ka machigaeru no shitsurei da | 30 novembre 2006 | novembre 2012 (internet) 25 ottobre 2013 (TV)  |
| 34     | Non hai bisogno di un manuale per l'amore 「恋にマニュアルなんていらない」 - Koi ni manyuaru nante iranai | 7 dicembre 2006  | novembre 2012 (internet) 26 ottobre 2013 (TV)  |
| 35 (A) | Non hai bisogno di un manuale per l'amore - tempi supplementari 「恋にマニュアルなんていらない（延長戦）」 - Koi ni manyuaru nante iranai (enchōsen)                                                                                              | 14 dicembre 2006 | novembre 2012 (internet) 27 ottobre 2013 (TV)  |
| 35 (B) | Non giudicare le persone dall'apparenza 「外見だけで人を判断しちゃダメ」 - Gaiken dake de hito o handan shicha dame | 14 dicembre 2006 | novembre 2012 (internet) 27 ottobre 2013 (TV)  |
| 36     | Più cicatrici una persona ha sulla gamba più parla 「すねに傷がある奴ほどよくしゃべる」 - Sune ni kizu ga aruyatu hodo yoku shaberu | 21 dicembre 2006 | novembre 2012 (internet) 28 ottobre 2013 (TV)  |
| 37 (A) | La verità è che proprio chi dice che Babbo Natale non esiste vorrebbe crederci 「サンタなんていねーんだよって言い張る奴こそホントはいるって信じたいんだよ」 - Santa nante inēndayotte iiharu yatsu koso honto ha irutte shinjitaindayo            | 28 dicembre 2006 | novembre 2012 (internet) 29 ottobre 2013 (TV)  |
| 37 (B) | Le passioni si spegneranno con le campane? Scopritelo da soli! 「煩悩が鐘で消えるかァァ己で制御しろ己で」 - Bonnō ga kane de kieru kaaa onore de seigyo shiro onore de                                                                            | 28 dicembre 2006 | novembre 2012 (internet) 29 ottobre 2013 (TV)  |
| 38 (A) | Solo i bambini vanno matti per la neve 「雪ではしゃぐの子供だけ」 - Yuki de hashagu no kodomo dake | 11 gennaio 2007  | novembre 2012 (internet) 30 ottobre 2013 (TV)  |
| 38 (B) | Anche i gelati che si mangiano d'inverno non sono poi così male 「冬に食べるアイスもなかなかオツなモンだ」 - Fuyu ni taberu aisu mo nakanaka otsu na monda                                                                                        | 11 gennaio 2007  | novembre 2012 (internet) 30 ottobre 2013 (TV)  |
| 39     | I ristoranti di ramen che hanno una vasta scelta nel menù non sono popolari 「メニューが多いラーメン屋はたいてい流行ってない」 - Menyū ga ōi rāmen'ya wa taitei hayattenai                                                                        | 18 gennaio 2007  | novembre 2012 (internet) 31 ottobre 2013 (TV)  |
| 40     | Avere dei figli è qualcosa che va calcolato 「子作りは計画的に」 - Kodukuri wa keikaku teki ni | 25 gennaio 2007  | novembre 2012 (internet) 1º novembre 2013 (TV) |
| 41     | Non puoi capire solo dal titolo se un film è interessante 「タイトルだけじゃ映画の面白さはわかんない」 - Taitoru dakeja eiga no omoshirosa ha wakannai                                                                                            | 1º febbraio 2007 | novembre 2012 (internet) 2 novembre 2013 (TV)  |
| 42     | Se fai la pipì su un verme ti si gonfierà 「ミミズにおしっこかけると腫れるよ」 - Mimizu ni oshikko kakeru to hareruyo | 8 febbraio 2007  | novembre 2012 (internet) 3 novembre 2013 (TV)  |
| 43 (A) | Tracciamo dei caratteri che il lettore possa distinguere solo dalle loro silhouettes 「キャラクターはシルエットだけで読者に見分けがつくように描きましょう」 - Kyarakutā wa shiruetto dake de dokusha ni miwakega tsukuyōni kakimashō              | 15 febbraio 2007 | novembre 2012 (internet) 4 novembre 2013 (TV)  |
| 43 (B) | Visto che abbiamo finito alla svelta iniziamo il prossimo episodio 「なんか早く終わっちャったので次回の話をはじめちゃう」 - Nanka hayaku owachatta node jikai no hanashi o hajimechau                                                             | 15 febbraio 2007 | novembre 2012 (internet) 4 novembre 2013 (TV)  |
| 43 (B) | Breve sottoepisodio che si trova dopo la sigla finale. |                  |                                                |
| 44     | La mamma ha molto da fare quindi smettetela di lamentarvi del menù della cena 「お母さんだって忙しいんだから夕飯のメニューに文句つけるの止めなさい」 - Okaasan datte isogashiin dakara yūhan no menyū ni monku tsukeru no yamenasai               | 22 febbraio 2007 | novembre 2012 (internet) 5 novembre 2013 (TV)  |
| 45     | Quando porti il tuo cane a fare una passeggiata assicurati che non corra troppo forte 「愛犬の散歩は適度なスピードで」 - Aiken no sanpo wa tekido na supīdo de                                                                                    | 1º marzo 2007    | novembre 2012 (internet) 6 novembre 2013 (TV)  |
| 46     | I divertimenti XX sono per quando hai compiuto vent'anni 「ＸＸ遊びは２０歳になってから」 - Ekkusu Ekkusu asobi wa hatachi ni natte kara | 8 marzo 2007     | novembre 2012 (internet) 7 novembre 2013 (TV)  |
| 47     | Le ciliegie diventano ciliegi? 「さくらんぼってアレ桜の木になるの？」 - Sakuranbotte are sakura no kini naruno? | 15 marzo 2007    | novembre 2012 (internet) 8 novembre 2013 (TV)  |
| 48 (A) | Due persone simili litigano 「似てる二人は喧嘩する」 - Niteru futari wa kenka suru | 22 marzo 2007    | novembre 2012 (internet) 9 novembre 2013 (TV)  |
| 48 (B) | Qualunque cosa tu faccia lo scopo è vincere 「何であれ やるからには負けちゃダメ」 - Nande are yarukara ni wa makecha dame | 22 marzo 2007    | novembre 2012 (internet) 9 novembre 2013 (TV)  |
| 49     | Una vita senza scommesse è come del sushi senza wasabi 「ギャンブルのない人生なんてわさび抜きの寿司みてぇなもんだ」 - Gyanburu no nai jinsei nante wasabi nuki no sushi mite na monda                                                             | 29 marzo 2007    | novembre 2012 (internet) 10 novembre 2013 (TV) |

## Secondo anno (2007-2008)
Questo gruppo di episodi dell'anime Gintama è diretto da Shinji Takamatsu ed è stato trasmesso in Giappone su TV Tokyo dal 5 aprile 2007 al 27 marzo 2008 il giovedì alle 18, per un totale di 50 episodi che corrispondono agli episodi dal 50 al 99 della serie. Alcuni episodi, come il 67, sono divisi in due sottoepisodi di 10 minuti circa ciascuno. In Italia gli episodi sono stati pubblicati su Prime Video il 17 febbraio 2023.
| Nº     | Titolo italiano Giapponese 「Kanji」 - Rōmaji | In onda           | In onda          |
| Nº     | Titolo italiano Giapponese 「Kanji」 - Rōmaji | Giapponese        | Italiano         |
| 50     | L'indeciso è indeciso e non è deciso 「節目節目に気合を入れ直せ」 - Fushime fushime ni kiai o irenaose | 5 aprile 2007     | 17 febbraio 2023 |
| 51     | Il latte dev'essere a temperatura corporea 「ミルクは人肌の温度で」 - Miruku wa hitohada no ondo de | 12 aprile 2007    | 17 febbraio 2023 |
| 52     | Per incontrare qualcuno ti serve un Apple 「人に会うときはまずアポを」 - Hito ni au toki wa mazu apo o | 19 aprile 2007    | 17 febbraio 2023 |
| 53     | Lo stress causa calvizie, ma evitare lo stress mette ansia e si finisce comunque stressati, perciò a conti fatti non c'è nulla che si può fare 「ストレスはハゲる原因になるがストレスをためないように気を配るとそこでまたストレスがたまるので結局僕らにできることなんて何もない」 - Sutoresu wa hage no gen'in ni naru ga sutoresu o tamenai yōni ki o kubaruto sokode mata sutoresu ga tamarunode kekkyoku bokurani dekiru koto nante nanimo nai | 26 aprile 2007    | 17 febbraio 2023 |
| 54     | Le madri di tutto il mondo sono più o meno tutte uguali 「ほとんどすべての母親が同じです」 - Hotondo subete no hahaoya ga onaji desu | 3 maggio 2007     | 17 febbraio 2023 |
| 55     | Non va bene masticare rumorosamente 「奇妙な音をあなたが食べてはいけない」 - Kimyō na oto o anata ga tabete wa ike nai | 10 maggio 2007    | 17 febbraio 2023 |
| 56     | Fate attenzione al comandante per un giorno, misericordia! 「日司令官に注意」 - Nichi shirei-kan ni chūi | 17 maggio 2007    | 17 febbraio 2023 |
| 57     | Quando cercate qualcosa che avete perso, ripensate a cosa stavate facendo quel giorno 「無くした物を探すときはその日の行動をさかのぼれ」 - Nakushita mono o sagasu toki wa sono hi no kōdō o sakanobore | 24 maggio 2007    | 17 febbraio 2023 |
| 58     | I croquette sandwich sono sempre quello che vende meglio alle bancarelle 「売店ではやっぱりコロッケパンが一番人気」 - Baiten de wa yappari korokke pan ga ichiban ninki | 31 maggio 2007    | 17 febbraio 2023 |
| 59     | Fai attenzione a non dimenticare l'ombrello 「傘の置き忘れに注意」 - Kasa no okiwasure ni chūi | 7 giugno 2007     | 17 febbraio 2023 |
| 60     | Il sole sorgerà di nuovo 「陽はまた昇る」 - Hi wa mata noboru | 14 giugno 2007    | 17 febbraio 2023 |
| 61     | Nelle notti senza luna, gli insetti sono attratti dalla luce 「闇夜の虫は光に集う」 - Yamiyo no mushi wa hikari ni tsudō | 21 giugno 2007    | 17 febbraio 2023 |
| 62     | Anche i cacciatori possono diventare prede a loro volta 「ミイラ捕りがミイラに」 - Miira tori ga miira ni | 28 giugno 2007    | 17 febbraio 2023 |
| 63     | Le anticipazioni del prossimo numero di Jump sono notoriamente inaffidabili 「ジャンプの次号予告は当てにならない」 - Janpu no jigō yokoku wa ateni naranai | 5 luglio 2007     | 17 febbraio 2023 |
| 64     | I dolcetti economici fanno sentire sorprendentemente sazi 「んまい棒は意外とお腹いっぱいになる」 - Nmaibō wa igai to onaka ippai ni naru | 12 luglio 2007    | 17 febbraio 2023 |
| 65     | Gli scarabei rinoceronte insegnano ai bambini che la vita è preziosa 「少年はカブト虫を通し生命の尊さを知る」 - Shōnen wa kabutomushi o tōshi seimei no tōtosa o shiru | 19 luglio 2007    | 17 febbraio 2023 |
| 66     | Mangiate i dango, non fate la guerra 「華より団子」 - Hana yori dango | 26 luglio 2007    | 17 febbraio 2023 |
| 67 (A) | Solo sfrecciando per la strada ci si sente vivi 「走り続けてこそ人生」 - Hashiri tsuzukete koso jinsei | 2 agosto 2007     | 17 febbraio 2023 |
| 67 (B) | La fidanzata ideale è sempre Minami 「理想の彼女はやっぱり南ちゃん」 - Risō no kanojo wa yappari Minami-chan | 2 agosto 2007     | 17 febbraio 2023 |
| 68     | Il mondo è davvero pieno di mostri 「渡る世間はオバケばかり」 - Wataru seken wa obake bakari | 9 agosto 2007     | 17 febbraio 2023 |
| 69     | Siete pregati di collaborare nella raccolta differenziata 「ゴミの分別回収にご協力下さい」 - Gomi no bunbetsu kaishū ni gokyōryoku kudasai | 16 agosto 2007    | 17 febbraio 2023 |
| 70     | Anche le cose carine sono rivoltanti se in eccesso 「可愛いモノも多すぎると気持ち悪い」 - Kawaii mono mo ōsugiru to kimochi warui | 23 agosto 2007    | 17 febbraio 2023 |
| 71     | Certi dati non possono essere cancellati 「消せないデータもある」 - Kesenai dēta mo aru | 30 agosto 2007    | 17 febbraio 2023 |
| 72 (A) | Le zampe dei cani hanno un buon odore 「犬の肉球はこうばしい匂いがする」 - Inu no nikukyū wa kōbashii nioi ga suru | 6 settembre 2007  | 17 febbraio 2023 |
| 72 (B) | Quando guidate, siate prudenti! 「かもしれない運転で行け」 - Kamoshirenai unten de ike | 6 settembre 2007  | 17 febbraio 2023 |
| 73     | Vi siete mai chiesti se i funghi matsutake siano per davvero così buoni? 「そんなに松茸って美味しいもんなのか一度良く考えてみよう」 - Sonna ni matsutakette oishii mon nanoka ichido yoku kangaete miyō | 13 settembre 2007 | 17 febbraio 2023 |
| 74     | Un mangaka diventa un maestro solo dopo aver disegnato una caterva di pagine 「漫画家は原稿のストックが出来てこそ一人前」 - Mangaka wa genkō no sutokku ga dekitekoso ichininmae | 20 settembre 2007 | 17 febbraio 2023 |
| 75     | Se devi lamentarti del lavoro fallo fuori da casa! 「仕事のグチは家でこぼさず外でこぼせ!」 - Shigoto no guchi wa ie de kobosazu soto de kobose! | 27 settembre 2007 | 17 febbraio 2023 |
| 76     | In queste situazioni, festeggia senza commentare 「そういう時は黙って赤飯」 - Sō iu toki wa damatte sekihan | 4 ottobre 2007    | 17 febbraio 2023 |
| 77     | Il nemico di ieri, gira che ti rigira, è anche il nemico di oggi 「昨日の敵は今日もなんやかんやで敵」 - Kinō no teki wa kyō mo nan'ya kan'ya de teki | 11 ottobre 2007   | 17 febbraio 2023 |
| 78     | Chi fa lo schizzinoso con il cibo è schizzinoso anche con le persone 「食べ物の好き嫌いが多い人は人間の好き嫌いも多い」 - Tabemono no sukikirai ga ōi hito wa ningen no sukikirai mo ōi | 18 ottobre 2007   | 17 febbraio 2023 |
| 79     | Quattro teste sono meglio di una 「四人揃えばいろんな知恵」 - Yonin soroeba ironna chie | 25 ottobre 2007   | 17 febbraio 2023 |
| 80     | Quando qualcuno con gli occhiali si toglie gli occhiali, è come se gli mancasse qualcosa che di solito ha 「普段眼鏡をかけてる奴が眼鏡を外すとなんかもの足りない パーツが一個足りない気がする」 - Fudan megane o kaketeru yatsu ga megane o hazusuto nanka mono tarinai, pātsu ga ikko tarinai kigasuru | 8 novembre 2007   | 17 febbraio 2023 |
| 81     | Il miglior cosmetico per una donna è il sorriso 「女の一番の化粧は笑顔」 - Onna no ichiban no keshō wa egao | 15 novembre 2007  | 17 febbraio 2023 |
| 82 (A) | A furia di ripetere "carino" scommetto che pure voi vi considerate carini! 「カワイイを連発する自分自身をカワイイと思ってんだろ」 - Kawaii o renpatsu suru jibun jishin o kawaii to omottendaro | 22 novembre 2007  | 17 febbraio 2023 |
| 82 (B) | Non si fa la fila per mangiare il ramen, ma per soddisfazione personale 「ラーメンのために並ぶんじゃない自己満足のため並ぶんだ」 - Rāmen no tameni narabun janai jikomanzoku no tame narabun da | 22 novembre 2007  | 17 febbraio 2023 |
| 83     | La posizione sociale non c’entra con la fortuna 「運に身分は関係ない」 - Unni mibun wa kankei nai | 29 novembre 2007  | 17 febbraio 2023 |
| 84     | Il cuore degli uomini è un uovo sodo 「男は心に固ゆで卵」 - Otoko wa kokoro ni katayude tamago | 6 dicembre 2007   | 17 febbraio 2023 |
| 85     | Un uovo sodo non si rompe mai 「固ゆで卵は潰れない」 - Katayude tamago wa tsuburenai | 13 dicembre 2007  | 17 febbraio 2023 |
| 86     | Se ti fai prendere dal contare le pecore, poi diventa ancora più dura addormentarsi 「羊数えるの自体に夢中になったりして結局眠れないことも多い」 - Hitsuji kazoeru no jitaini muchū ni nattarishite kekkyoku nemurenai koto mo ōi | 20 dicembre 2007  | 17 febbraio 2023 |
| 87     | Fai un German Suplex a una donna che ti chiede se sia più importante lei o il lavoro 「私と仕事どっちが大事なのかという女にはジャーマンスープレックス」 - Watashi to shigoto docchiga daiji nanokato iu onna ni wa Jāman Sūpurekkusu | 27 dicembre 2007  | 17 febbraio 2023 |
| 88     | La parte più piacevole di un appuntamento di gruppo è quella prima dell’inizio 「合コンは始まるまでが一番楽しい」 - Gōkon wa hajimaru madega ichiban tanoshii | 10 gennaio 2008   | 17 febbraio 2023 |
| 89     | Ciò che accade due volte può accaderne tre 「2度あることは3度ある」 - Nido aru koto wa sando aru | 17 gennaio 2008   | 17 febbraio 2023 |
| 90     | Più è delizioso un cibo, più è disgustoso quand’è avariato 「美味しいものほど当たると恐い」 - Oishii mono hodo ataru to kowai | 24 gennaio 2008   | 17 febbraio 2023 |
| 91     | Se vuoi perdere peso, inizia a faticare e smetti di mangiare 「やせたいなら動け 食べるな」 - Yasetai nara ugoke taberuna | 31 gennaio 2008   | 17 febbraio 2023 |
| 92     | Sii qualcuno che vede i punti di forza delle persone e non i loro difetti 「人の短所を見つけるより長所を見つけられる人になれ」 - Hito no tansho o mitsukeru yori chōsho o mitsukerareru hito ni nare | 7 febbraio 2008   | 17 febbraio 2023 |
| 93     | Anche un supereroe ha le sue preoccupazioni 「ヒーローだって悩んでる」 - Hīrō datte nayan deru | 14 febbraio 2008  | 17 febbraio 2023 |
| 94     | Quando prendete il treno reggetevi tenendo entrambe le mani in vista 「電車に乗る時は必ず両手をつり革に」 - Densha ni noru toki wa kanarazu ryōte o tsurikawani | 21 febbraio 2008  | 17 febbraio 2023 |
| 95     | Uomini, siate come Madao 「男たちよマダオであれ」 - Otoko tachi yo madao de are | 28 febbraio 2008  | 17 febbraio 2023 |
| 96     | Se siete uomini, non arrendetevi! 「男なら諦めるな」 - Otoko nara akirameru na | 6 marzo 2008      | 17 febbraio 2023 |
| 97 (A) | Esagera le tue storie di un terzo, l’importante è che tutti si divertano 「昔の武勇伝は三割増で話せ」 - Mukashi no buyūden wa sanwarimashi de hanase | 13 marzo 2008     | 17 febbraio 2023 |
| 97 (B) | Gli uomini non resistono alle ragazze che vendono fiori o dolci 「花屋とかケーキ屋の娘に男は弱い」 - Hanaya toka kēki ya no musume ni otoko wa yowai | 13 marzo 2008     | 17 febbraio 2023 |
| 98     | Giocate ai videogiochi solo per un'ora al giorno 「ゲームは一日一時間」 - Gēmu wa ichinichi ichijikan | 20 marzo 2008     | 17 febbraio 2023 |
| 99     | Sia la vita vera che i videogiochi sono pieni di bug 「人生もゲームもバグだらけ」 - Jinsei mo gēmu mo bagu darake | 27 marzo 2008     | 17 febbraio 2023 |

## Terzo anno (2008-2009)
Gli episodi del terzo anno di trasmissioni, ovvero quelli dal 100 al 150, dell'anime ispirato al manga Gintama sono andati in onda in Giappone su TV Tokyo dal 3 aprile 2008 al 26 marzo 2009 il giovedì alle 18, per un totale di 51 episodi. Gli episodi da 100 a 105 sono diretti da Shinji Takamatsu e Yōichi Fujita, gli altri solo da Fujita. Gli episodi 111, 120 e 137 sono divisi in due sottoepisodi di 10 minuti circa ciascuno. in Italia gli episodi sono stati pubblicati su Prime Video il 24 marzo 2023.
| Nº      | Titolo italiano Giapponese 「Kanji」 - Rōmaji | In onda           | In onda       |
| Nº      | Titolo italiano Giapponese 「Kanji」 - Rōmaji | Giapponese        | Italiano      |
| 100     | Ciò che più si odia, si ama 「好かれないものほど愛おしい」 - Sukarenai mono hodo itōshii | 3 aprile 2008     | 24 marzo 2023 |
| 101     | Le regole esistono per essere infrante 「掟は破るためにこそある」 - Okite wa yaburu tame ni koso aru | 10 aprile 2008    | 24 marzo 2023 |
| 102     | Gli otaku sono logorroici 「オタクは話好き」 - Otaku wa hanashizuki | 17 aprile 2008    | 24 marzo 2023 |
| 103     | Forze e debolezze sono separate da una linea sottile 「長所と短所は紙一重」 - Chōsho to tansho wa kamihitoe | 24 aprile 2008    | 24 marzo 2023 |
| 104     | L'essenziale è invisibile agli occhi 「大切なものは見えにくい」 - Taisetsu na mono wa mienikui | 1º maggio 2008    | 24 marzo 2023 |
| 105     | È una questione di tempo e ritmo 「何事もノリとタイミング」 - Nanigoto mo norito timing (taimingu) | 8 maggio 2008     | 24 marzo 2023 |
| 106     | In amore si gioca sempre a oltranza 「恋愛ってたいていサドンデス方式」 - Ren'aitte taitei sudden-death (sadondesu) hōshiki | 15 maggio 2008    | 24 marzo 2023 |
| 107     | I figli non capiscono i genitori 「親の心子知らず」 - Oya no kokoro ko shirazu | 22 maggio 2008    | 24 marzo 2023 |
| 108     | Sarebbe meglio non dire sempre tutto 「言わぬが花」 - Iwanuga hana | 29 maggio 2008    | 24 marzo 2023 |
| 109     | La vita è un esame 「人生は試験だ」 - Jinsei wa shiken da | 5 giugno 2008     | 24 marzo 2023 |
| 110     | Ognuno è l'evaso della propria prigione interiore 「人は皆自分という檻を破る脱獄囚」 - Hito wa mina jibun toiu ori o yaburu datsugoku shū | 12 giugno 2008    | 24 marzo 2023 |
| 111 (A) | Non mostrare alla tua ragazza ciò che usi per vestirti da donna 「NH物は彼女に見つかるな」 - Enu eichi mono wa kanojo ni mitsukaru na | 19 giugno 2008    | 24 marzo 2023 |
| 111 (B) | È praticamente certo che lascerai a casa l'ombrello e ti odierai per questo 「ほぼ100%の確率でビニール傘を置き忘れてくる自分が嫌い」 - Hobo hyaku pāsento no kakuritsu de binīrugasa o okiwasurete kuru jibun ga kirai | 19 giugno 2008    | 24 marzo 2023 |
| 112     | Passati i vent'anni i compleanni non sono nulla di speciale / Fortunato è colui che si sveglia per lavorare 「二十代の誕生日に深い意味はない / 起きて働く果報者」 - Nijūdai no tanjōbi ni fukai imi wa nai / Okite hataraku kahōmono | 26 giugno 2008    | 24 marzo 2023 |
| 113     | Pulire i gabinetti, in qualche modo, ti purifica l'anima 「便器を磨く事これ心を磨く事なり」 - Benki o migaku koto kore kokoro o migaku koto nari | 3 luglio 2008     | 24 marzo 2023 |
| 114     | Dicono che se metti la salsa di soia sul budino poi sa di riccio di mare, ma la verità è che sa solo di budino affogato nella salsa di soia 「プリンに醤油かけたらウニの味がするって言うけどプリンに醤油かけてもプリンと醤油の味しかしない」 - Purin ni shōyu kake tara uni no aji ga surutte iu kedo purin ni shōyu kake te mo purin to shōyu no aji shika shinai | 10 luglio 2008    | 24 marzo 2023 |
| 115     | Il momento migliore delle vacanze estive è subito prima che comincino 「夏休みは始まる前が一番楽しい」 - Natsuyasumi wa hajimaru mae ga ichiban tanoshii | 17 luglio 2008    | 24 marzo 2023 |
| 116     | La saggezza arriva con l'età 「亀の甲より年の功」 - Kamenokō yori toshinokō | 24 luglio 2008    | 24 marzo 2023 |
| 117     | La bellezza è come un frutto estivo 「美は夏の果実の如き物」 - Bi wa natsu no kajitsu no gotoki mono | 31 luglio 2008    | 24 marzo 2023 |
| 118     | Anche se hai la schiena curva, procedi sempre dritto 「腰は曲がってもまっすぐに」 - Koshi wa magatte mo massugu ni | 7 agosto 2008     | 24 marzo 2023 |
| 119     | In ogni pacchetto di sigarette ce ne sono un paio che puzzano di escrementi di cavallo 「タバコは一箱に一、二本馬糞みたいな匂いのする奴が入っている」 - Tabako wa hitohako ni ichi, nihon bafun mitai na nioi no suru yatsu ga haitte iru | 14 agosto 2008    | 24 marzo 2023 |
| 120 (A) | I ristoranti giapponesi all'estero sembrano delle mense scolastiche 「海外の日本料理店の味はだいたい学食レベル」 - Kaigai no nippon ryōriten no aji wa daitai gakushoku reberu | 21 agosto 2008    | 24 marzo 2023 |
| 120 (B) | Se prendi il piattino, non puoi rimetterlo giù 「一度取った皿は戻さない」 - Ichido totta sara wa modosanai | 21 agosto 2008    | 24 marzo 2023 |
| 121     | Ai principianti bastano un cacciavite piatto e uno a stella 「素人はプラスとマイナスだけで十分だ」 - Shirōto wa purasu to mainasu dake de jūbun da | 28 agosto 2008    | 24 marzo 2023 |
| 122     | L'immaginazione si coltiva in seconda media 「想像力は中2で培われる」 - Sōzō ryoku wa chū ni de tsuchikawareru | 4 settembre 2008  | 24 marzo 2023 |
| 123     | Portate sempre un cacciavite nel vostro cuore 「いつも心に一本のドライバー」 - Itsumo kokoro ni ippon no doraibā | 11 settembre 2008 | 24 marzo 2023 |
| 124     | Se le richieste superano il limite diventano ricatti 「おねだりも度がすぎれば脅迫」 - Onedari mo do ga sugireba kyōhaku | 28 settembre 2008 | 24 marzo 2023 |
| 125     | Ingresso nell’ultimo arco! 「最終章突入!」 - Saishūshō totsunyū! | 25 settembre 2008 | 24 marzo 2023 |
| 126     | Alcune cose si possono dire solo per iscritto 「文字でしか伝わらないものがある」 - Moji de shika tsutawaranai mono ga aru | 2 ottobre 2008    | 24 marzo 2023 |
| 127     | Alcune cose si capiscono solo incontrandosi di persona 「会わないとわからないこともある」 - Awanai to wakaranai koto mo aru | 9 ottobre 2008    | 24 marzo 2023 |
| 128     | Alcune cose non si capiscono neanche incontrandosi di persona 「会ってもわからないこともある」 - Attemo wakaranai koto mo aru | 16 ottobre 2008   | 24 marzo 2023 |
| 129     | Attenti a ciò che i vostri cani mangiano mentre sono a passeggio 「拾い食いに気をつけろ」 - Hiroigui ni ki o tsukero | 23 ottobre 2008   | 24 marzo 2023 |
| 130     | Cinofili e gattofili sono incompatibili 「猫好きと犬好きは相容れない」 - Nekozuki to inuzuki wa aiirenai | 30 ottobre 2008   | 24 marzo 2023 |
| 131     | Durante i viaggi scoppiano spesso le risse 「旅行先ではだいたいケンカする」 - Ryokōsaki de wa daitai kenka suru | 6 novembre 2008   | 24 marzo 2023 |
| 132     | Le sgommate nelle mutande sono inevitabili 「ブリーフの××筋は絶対不可避」 - Burīfu no ekkusu-ekkusu suji wa zettai fukahi | 13 novembre 2008  | 24 marzo 2023 |
| 133     | Gin e i fannulloni di Sua Eccellenza 「銀と閣下の穀潰し」 - Gin to kakka no gokutsubushi | 20 novembre 2008  | 24 marzo 2023 |
| 134     | State attenti a raccontare storie di fantasmi 「幽霊ネタやる時は慎重に」 - Yūrei neta yaru toki wa shinchō ni | 27 novembre 2008  | 24 marzo 2023 |
| 135     | Prima che a quello della Terra, è meglio pensare al futuro grigio che attende Gintaman 「地球の前に、もっと危ない「ギンタマン」の未来を考えろ」 - Chikyū no mae ni, motto abunai "Gintaman" no mirai o kangaero | 4 dicembre 2008   | 24 marzo 2023 |
| 136     | La propria casa bisogna farsela da soli 「己の居場所は己で作るものなり」 - Onore no ibasho wa onore de tsukuru mono nari | 11 dicembre 2008  | 24 marzo 2023 |
| 137 (A) | Il 99% degli uomini non si fida a dichiararsi 「告白に自信のある男なんて99%いない」 - Kokuhaku ni jishin no aru otoko nante kyūjūkyū pāsento inai | 18 dicembre 2008  | 24 marzo 2023 |
| 137 (B) | Sono proprio quelli che non credono in Babbo Natale a volerci credere più di tutti, razza di demonietti 「サンタはいないって奴こそ本当は信じたいのね この天邪鬼さん」 - Santa haianite yatsu koso honto wa shinjitai no ne - kono Amanojaku san | 18 dicembre 2008  | 24 marzo 2023 |
| 138     | Tanto per cambiare, ricordiamo il passato 「時には昔の話をしようか」 - Toki ni wa mukashi no hanashi o shiyō ka | 25 dicembre 2008  | 24 marzo 2023 |
| 139     | Non tenete il portafogli nella tasca posteriore 「財布は尻ポケットに入れるな」 - Saifu wa shiri poketto ni ireru na | 8 gennaio 2009    | 24 marzo 2023 |
| 140     | State attenti a chi usa l'ombrello quando c'è il sole 「晴れの日に雨傘さす奴には御用心」 - Hare no hi ni amagasa sasu yatsu ni wa goyōjin | 15 gennaio 2009   | 24 marzo 2023 |
| 141     | È pericoloso impicciarsi in una rissa 「ケンカの横槍は危険」 - Kenka no yokoyari wa kiken | 22 gennaio 2009   | 24 marzo 2023 |
| 142     | La vita è una serie di scelte 「人生は選択肢の連続」 - Jinsei wa sentakushi no renzoku | 29 gennaio 2009   | 24 marzo 2023 |
| 143     | Ciò che si erge su quattro zampe è una bestia, ma ciò che si erge su due zampe, sul coraggio e sulla gloria è un uomo 「四本足で立つのが獣二本足と意地と見栄で立つのが男」 - Yonhon ashi de tatsu no ga kemono, nihon ashi to iji to mie de tatsu no ga otoko | 5 febbraio 2009   | 24 marzo 2023 |
| 144     | Non credete ai racconti della buonanotte 「寝物語は信用するな」 - Nemonogatari wa shin'yō suruna | 12 febbraio 2009  | 24 marzo 2023 |
| 145     | Ogni legame ha un suo colore 「絆の色は十人十色」 - Kizuna no iro wa jūnin toiro | 19 febbraio 2009  | 24 marzo 2023 |
| 146     | Bere sotto la luce del sole ha un sapore diverso 「昼間に飲む酒は一味違う」 - Hiruma ni nomu sake wa hitoaji chigau | 26 febbraio 2009  | 24 marzo 2023 |
| 147     | Tutti gli adulti sono educatori per tutti i bambini 「全ての大人達は全ての子供達のインストラクター」 - Subete no otonatachi wa subete no kodomotachi no insutorakutā | 5 marzo 2009      | 24 marzo 2023 |
| 148     | Tira su la cerniera dei pantaloni senza fretta 「チャックはゆっくり引きあげろ」 - Chakku wa yukkuri hikiagero | 12 marzo 2009     | 24 marzo 2023 |
| 149     | Quando si spezza a metà un Ciubetto è più buono dalla parte del manico, si può anche bere da lì 「チューパットを二つに分ける時はあの持つトコある奴の方がなんかイイ あそこから飲むのもオツ」 - Chūpatto o futatsu ni wakeru toki wa, ano motsu toko aru yatsu no hō ga nanka ii, asoko kara nomu no mo otsu                                                         | 19 marzo 2009     | 24 marzo 2023 |
| 150     | Se non puoi batterli, unisciti a loro! 「長いものには巻かれろ!!」 - Nagai mono ni wa makarero!! | 26 marzo 2009     | 24 marzo 2023 |

## Quarto anno (2009-2010)
Gli episodi del quarto ed ultimo anno di trasmissioni della prima stagione, ovvero quelli dal 151 al 201, dell'anime ispirato al manga Gintama sono stati diretti da Yōichi Fujita e sono stati trasmessi in Giappone su TV Tokyo dal 2 aprile 2009 al 25 marzo 2010 il giovedì alle 18, per un totale di 51 episodi. Alcuni episodi, come il 164, sono divisi in due sottoepisodi di 10 minuti circa ciascuno. In Italia gli episodi sono stati pubblicati su Prime Video il 24 marzo 2023.
| Nº      | Titolo italiano Giapponese 「Kanji」 - Rōmaji | In onda           | In onda       |
| Nº      | Titolo italiano Giapponese 「Kanji」 - Rōmaji | Giapponese        | Italiano      |
| 151     | Parlare con il parrucchiere mentre ti taglia i capelli è la cosa più inutile a questo mondo 「髪切りながら交わされる美容師との会話は世界で一番どうでもいい」 - Kami kiri nagara kawasareru biyōshi to no kaiwa wa sekai de ichiban dō demo ii | 2 aprile 2009     | 24 marzo 2023 |
| 152     | Gli dei hanno fatto sì che sopra l'uomo ci fosse il chonmage 「天は人の上に人をつくらず髷をつくりました」 - Ten wa hito no ue ni hito o tsukurazu mage o tsukurimashita | 9 aprile 2009     | 24 marzo 2023 |
| 153     | Un bimbo che dorme cresce bene 「寝る子は育つ」 - Neru ko wa sodatsu | 16 aprile 2009    | 24 marzo 2023 |
| 154     | Alla sua festa di compleanno, sembra una persona diversa dal solito 「誕生日会はいつものアイツが違う奴に見える」 - Tanjōbikai wa itsumo no aitsu ga chigau yatsu ni mieru | 23 aprile 2009    | 24 marzo 2023 |
| 155     | L'opposto dell'opposto dell'opposto è l'opposto 「裏の裏の裏は裏」 - Ura no ura no ura wa ura | 30 aprile 2009    | 24 marzo 2023 |
| 156     | Ci vuole un certo coraggio per accomodarsi ad una bancarella di cibo di strada 「屋台に入るには微妙に勇気がいる」 - Yatai ni hairu ni wa bimyō ni yūki ga iru | 7 maggio 2009     | 24 marzo 2023 |
| 157     | Ogni luogo dove si radunano uomini si tramuta in un campo di battaglia 「男が揃えばどんな場所でも戦場になる」 - Otoko ga soroeba donna basho demo senjō ni naru | 14 maggio 2009    | 24 marzo 2023 |
| 158     | Se un tuo amico si fa male portalo subito in ospedale 「友達がケガしたらすぐに病院へ」 - Tomodachi ga kegashitara sugu ni byōin e | 21 maggio 2009    | 24 marzo 2023 |
| 159     | Se c'è un mandarino marcio nella cesta, gli altri marciranno in men che non si dica 「みかんは一個腐るといつの間にかダンボール中のみかんを腐らせる」 - Mikan wa ikko kusaru to itsu no ma ni ka danbōru-jū no mikan o kusaraseru | 28 maggio 2009    | 24 marzo 2023 |
| 160     | Per uno straniero, anche noi siamo stranieri. Per un alieno, anche noi siamo alieni 「外国人から見たらこっちも外国人 宇宙人から見たらこっちも宇宙人」 - Gaikokujin kara mitara kocchi mo gaikokujin, uchūjin kara mitara kocchi mo uchūjin | 4 giugno 2009     | 24 marzo 2023 |
| 161     | Puoi vederlo quanto vuoi, Laputa merita 「何回見てもラピュタはいい」 - Nankai mite mo Rapyuta wa ii | 11 giugno 2009    | 24 marzo 2023 |
| 162     | L'amore è qualcosa di incondizionato 「愛とは無償のものなり」 - Ai towa mushō no mono nari. | 18 giugno 2009    | 24 marzo 2023 |
| 163     | Anche quando affondano, le navi nere sono splendide 「黒船は沈む時も派手」 - Kurofune wa shizumu toki mo hade | 25 giugno 2009    | 24 marzo 2023 |
| 164 (A) | La zuppa di funghi matsutake ha di gran lunga un sapore migliore dei funghi stessi. 「松茸のお吸い物ってアレ ホンモノよりうまいよね」 - Matsutake no osuimonotte are honmono yori umai yo ne | 2 luglio 2009     | 24 marzo 2023 |
| 164 (B) | La gente morta non torna in vita. 「人は死んだら生き返らない」 - Hito wa shindara ikikaeranai | 2 luglio 2009     | 24 marzo 2023 |
| 165     | La fortuna ci arride sempre 「柳の下にどじょうは沢山いる」 - Yanagi no shita ni dojō wa takusan iru | 9 luglio 2009     | 24 marzo 2023 |
| 166     | Due cose sono meglio di una, due persone sono meglio di una 「一つより二つ 一人より二人」 - Hitotsu yori futatsu - Hitori yori futari | 16 luglio 2009    | 24 marzo 2023 |
| 167     | I poligoni smussati smussano anche l'animo 「なめらかなポリゴンは人の心もなめらかにする」 - Nameraka na porigon wa hito no kokoro mo nameraka ni suru | 23 luglio 2009    | 24 marzo 2023 |
| 168     | Il corpo di ogni persona è un piccolo universo 「人の身体は小宇宙」 - Hito no karada wa shōuchū | 30 luglio 2009    | 24 marzo 2023 |
| 169     | Le cronache degli idioti prescelti 「導かれしバカたち」 - Michibikareshi bakatachi | 6 agosto 2009     | 24 marzo 2023 |
| 170     | E così entrò nella leggenda... 「そして伝説へ」 - Soshite densetsu e | 13 agosto 2009    | 24 marzo 2023 |
| 171 (A) | Se ti limiti a copiare gli altri, ti beccherai una denuncia. 「なくなって初めてわかるいとおしさ」 - Nakunatte hajimete wakaru itooshisa | 20 agosto 2009    | 24 marzo 2023 |
| 171 (B) | Non capisci il valore di ciò che hai finché non lo perdi 「真似ばかりしていると訴えられる」 - Mane bakari shite iru to uttaerareru | 20 agosto 2009    | 24 marzo 2023 |
| 172     | Dipende tutto da come si usano il bastone e la carota 「アメとムチは使いよう」 - Ame to muchi wa tsukaiyō | 27 agosto 2009    | 24 marzo 2023 |
| 173 (A) | Ciò che conta è ciò che si ha dentro. 「大事なのは見た目ではなく中身」 - Daiji na no wa mitame de wa naku nakami | 4 settembre 2009  | 24 marzo 2023 |
| 173 (B) | Ciò che si ha dentro conta fino a un certo punto 「見た目ではなく中身といっても限度がある」 - Mitame de wa naku nakami to ittemo gendo ga aru | 4 settembre 2009  | 24 marzo 2023 |
| 174 (A) | Ci sono ancora persone che gridano insulti al mare? 「海に向かってバカヤローとか言う人ってまだいるのだろうか」 - Umi ni mukatte bakayarō toka iu hito tte mada iru no darō ka | 10 settembre 2009 | 24 marzo 2023 |
| 174 (B) | Quando sono rinchiuse da qualche parte, le persone tendono ad aprirsi 「人は閉じ込められると自分の中の扉が開く」 - Hito wa tojikomerareru to jibun no naka no tobira ga hiraku | 10 settembre 2009 | 24 marzo 2023 |
| 175     | Il dentista è odiato a ogni età 「幾つになっても歯医者は嫌」 - Ikutsu ni nattemo haisha wa iya | 17 settembre 2009 | 24 marzo 2023 |
| 176     | Inizia il countdown 「カウントダウン開始」 - Kauntodaun kaishi | 24 settembre 2009 | 24 marzo 2023 |
| 177     | Vedere un ragno di notte porta iella 「夜の蜘蛛は縁起が悪い」 - Yoru no kumo wa engi ka warui | 1º ottobre 2009   | 24 marzo 2023 |
| 178     | Quando ti impigli nella ragnatela, è difficile liberarsi 「蜘蛛の糸は一度絡まるとなかなかとれない」 - Kumo no ito wa ichido karamaru to nakanaka torenai | 8 ottobre 2009    | 24 marzo 2023 |
| 179     | Sono quelli trasandati che fanno più paura quando si arrabbiano 「チャランポランな奴程怒ると恐い」 - Charanporan na yatsu hodo ikaru to kowai | 15 ottobre 2009   | 24 marzo 2023 |
| 180     | Più qualcosa è prezioso, più è difficile farsene carico 「大切な荷ほど重く背負い難い」 - Taisetsu na ni hodo omoku seoi gatai | 22 ottobre 2009   | 24 marzo 2023 |
| 181     | Attenti ad abbinare donne e alcol 「酒と女はワンセットで気をつけろ」 - Sake to onna wa wansetto de ki o tsukero | 29 ottobre 2009   | 24 marzo 2023 |
| 182     | All'inferno i sondaggi di popolarità 「人気投票なんて糞食らえ」 - Ninkitōhyō nante kuso kurae | 5 novembre 2009   | 24 marzo 2023 |
| 183     | I sondaggi di popolarità possono andare al diavolo 「人気投票なんて燃えて灰になれ」 - Ninkitōhyō nante moete hai ni nare | 12 novembre 2009  | 24 marzo 2023 |
| 184     | Dannati sondaggi di popolarità 「人気投票なんて･･･」 - Ninkitōhyō nante... | 19 novembre 2009  | 24 marzo 2023 |
| 185 (A) | La propria città natale e le tette sono sempre meglio da una certa distanza. 「故郷とおっぱいは遠くにありて思うもの」 - Kokyō to oppai wa tōku ni arite omou mono | 26 novembre 2009  | 24 marzo 2023 |
| 185 (B) | Fare la pipì su una puntura d'ape per guarirla è solo una leggenda metropolitana. Così vi beccherete solo germi, quindi non fatelo! 「蜂に刺されたら小便かけろってアレは迷信です バイ菌が入るから気をつけようね！！」 - Hachi ni sasa retara shōben kakerotte are ha meishin desu - Baikin ga iru kara kiwo tsukeyō ne!!                                                                                       | 26 novembre 2009  | 24 marzo 2023 |
| 186     | Attenti ai presagi di morte 「死亡フラグに気をつけろ」 - Shibō furagu ni ki o tsukero | 3 dicembre 2009   | 24 marzo 2023 |
| 187     | Se la morte bussa alla porta, tanti saluti 「フラグを踏んだらサヨウナラ」 - Furagu o fundara sayōnara | 10 dicembre 2009  | 24 marzo 2023 |
| 188     | Un diario d'osservazione va compilato fino alla fine 「観察日記は最後までやりきろう」 - Kansatsu nikki wa saigo made yarikirō | 17 dicembre 2009  | 24 marzo 2023 |
| 189 (A) | È meglio chiudere i progetti di un anno entro la sua fine, ma verso l'ultimo dell'anno... 「今年できる事は今年中にやっちゃった方が区切りいいんだけど つい来年から仕切り直しゃいーやって思って後回しにしてしまうのが年末のお約束」 - Kotoshi dekiru koto wa kotoshijū ni yacchatta hō ga kugiri iindakedo - Tsui rainen kara shikirinaosha iiyatte omotte atomawashi ni shiteshimau no ga nenmatsu no oyakusoku | 24 dicembre 2009  | 24 marzo 2023 |
| 189 (B) | Gli esercizi di callistenia via radio sono un luogo d'incontro per ragazzi e ragazze. 「ラジオ体操は少年少女の社交場」 - Rajio taisō wa shōnen shōjo no shakōba | 24 dicembre 2009  | 24 marzo 2023 |
| 190     | Chi va con il gatto, impara a miagolare 「捜しものをする時はそいつの目線になって捜せ」 - Sagashi mono o suru toki wa soitsu no mesen ni natte sagase | 7 gennaio 2010    | 24 marzo 2023 |
| 191     | Essere liberi significa vivere secondo le proprie regole, non da fuorilegge! 「自由とは無法ではなく己のルールで生きること」 - Jiyū to wa muhō de wa naku onore no rūru de ikiru koto | 14 gennaio 2010   | 24 marzo 2023 |
| 192     | Blues dei randagi di Kabuki-chō 「かぶき町野良猫ブルース」 - Kabuki-chō noraneko burūsu | 21 gennaio 2010   | 24 marzo 2023 |
| 193     | Cucinare è una questione di pancia 「料理は根性」 - Ryōri wa konjō | 28 gennaio 2010   | 24 marzo 2023 |
| 194     | Quando sento "Leviatano" penso subito a Levi de "L'attacco dei giganti" come un idiota! 「リヴァイアサンってきいたらどうしてもサザエさんがチラつく俺のバカ！！」 - Rivaiasan tte kitara dōshitemo Sazae-san ga chiratsuku ore no baka!! | 4 febbraio 2010   | 24 marzo 2023 |
| 195     | Non perdersi nella pioggia 「雨ニモ負ケズ」 - Ame ni mo makezu | 11 febbraio 2010  | 24 marzo 2023 |
| 196     | Indomito al vento 「風ニモ負ケズ」 - Kaze ni mo makezu | 18 febbraio 2010  | 24 marzo 2023 |
| 197     | Indomito alla tempesta 「嵐ニモ負ケズ」 - Arashi ni mo makezu | 25 febbraio 2010  | 24 marzo 2023 |
| 198     | Con un sorriso smagliante in ogni momento 「イカナル時ニモ笑顔ヲ絶ヤサナイ」 - Ikanaru toki ni mo egao o tayasanai | 4 marzo 2010      | 24 marzo 2023 |
| 199     | È questo il genere di persona forte e bella che aspiro a diventare 「ソンナ強ク美シイモノニ私ハナリタイ」 - Sonna tsuyoku utsukushi mono ni watashi wa naritai | 11 marzo 2010     | 24 marzo 2023 |
| 200     | Un Babbo Natale rosso sangue 「サンタクロースの赤は血の色」 - Santa Kurōsu no aka wa chi no iro | 18 marzo 2010     | 24 marzo 2023 |
| 201     | Siamo tutti Babbo Natale 「類みなサンタ!」 - Jinrui mina Santa! | 25 marzo 2010     | 24 marzo 2023 |

## Pubblicazione home video

### Edizione italiana
| Stagione | N° | Episodi | Data di pubblicazione |
| -------- | -- | ------- | --------------------- |
| Season 1 | 1  | 1-2     | 13 febbraio 2008      |
| Season 1 | 2  | 3-6     | 12 marzo 2008         |
| Season 1 | 3  | 7-10    | 23 aprile 2008        |
| Season 1 | 4  | 11-14   | 14 maggio 2008        |
| Season 1 | 5  | 15-18   | 11 giugno 2008        |
| Season 1 | 6  | 19-21   | 16 luglio 2008        |
| Season 1 | 7  | 22-24   | 27 agosto 2008        |
| Season 2 | 01 | 25-28   | 29 ottobre 2008       |
| Season 2 | 2  | 29-32   | 26 novembre 2008      |
| Season 2 | 3  | 33-36   | 10 dicembre 2008      |
| Season 2 | 4  | 37-40   | 21 gennaio 2009       |
| Season 2 | 5  | 41-43   | 18 febbraio 2009      |
| Season 2 | 6  | 44-46   | 25 marzo 2009         |
| Season 2 | 7  | 47-49   | 22 aprile 2009        |

## Fonti
- (JA) Episodi di Gintama (1-13), su tv-tokyo.co.jp, TV Tokyo. URL consultato il 24 giugno 2009 (archiviato dall'url originale il 24 giugno 2009).
- (JA) Episodi di Gintama (14-26), su tv-tokyo.co.jp, TV Tokyo. URL consultato il 24 giugno 2009 (archiviato dall'url originale il 24 giugno 2009).
- (JA) Episodi di Gintama (27-39), su tv-tokyo.co.jp, TV Tokyo. URL consultato il 24 giugno 2009 (archiviato dall'url originale il 24 giugno 2009).
- (JA) Episodi di Gintama (40-52), su tv-tokyo.co.jp, TV Tokyo. URL consultato il 24 giugno 2009 (archiviato dall'url originale il 24 giugno 2009).
- (JA) Episodi di Gintama (53-75), su tv-tokyo.co.jp, TV Tokyo. URL consultato il 24 giugno 2009 (archiviato dall'url originale il 24 giugno 2009).
- (JA) Episodi di Gintama (76-87), su tv-tokyo.co.jp, TV Tokyo. URL consultato il 24 giugno 2009 (archiviato dall'url originale il 24 giugno 2009).
- (JA) Episodi di Gintama (88-99), su tv-tokyo.co.jp, TV Tokyo. URL consultato il 24 giugno 2009 (archiviato dall'url originale il 24 giugno 2009).
- (JA) Episodi di Gintama (100-112), su tv-tokyo.co.jp, TV Tokyo. URL consultato il 24 giugno 2009 (archiviato dall'url originale il 24 giugno 2009).
- (JA) Episodi di Gintama (113-125), su tv-tokyo.co.jp, TV Tokyo. URL consultato il 24 giugno 2009 (archiviato dall'url originale il 24 giugno 2009).
- (JA) Episodi di Gintama (126-138), su tv-tokyo.co.jp, TV Tokyo. URL consultato il 24 giugno 2009 (archiviato dall'url originale il 24 giugno 2009).
- (JA) Episodi di Gintama (139-150), su tv-tokyo.co.jp, TV Tokyo. URL consultato il 24 giugno 2009 (archiviato dall'url originale il 24 giugno 2009).
- (JA) Episodi di Gintama (151–163), su tv-tokyo.co.jp, TV Tokyo. URL consultato il 24 gennaio 2009 (archiviato dall'url originale il 23 luglio 2009).
- (JA) Episodi di Gintama (164–176), su tv-tokyo.co.jp, TV Tokyo. URL consultato il 22 luglio 2009 (archiviato dall'url originale il 31 luglio 2009).
- (JA) Episodi di Gintama (177–189), su tv-tokyo.co.jp, TV Tokyo. URL consultato l'8 ottobre 2009 (archiviato dall'url originale il 30 novembre 2009).
- (JA) Episodi di Gintama (190–201), su tv-tokyo.co.jp, TV Tokyo. URL consultato l'8 ottobre 2009 (archiviato dall'url originale il 16 aprile 2010).